# Smírčí kříž u Hrušovan u Brna
Smírčí kříž stojí jihozápadně od obce Hrušovany u Brna v okrese Brno-venkov. Je chráněn jako kulturní památka České republiky.

## Popis
Smírčí kříž pochází z roku 1595 a má připomínat smrt Hanse Newbawera (Neubayera). Mohlo se jednat o velitele, příslušníka nižší šlechty, který buď na místě náhle zemřel, nebo byl obětí šarvátek. Smírčí kámen byl několikrát přestěhován kvůli rozšiřování pískovny. Původně stál při bývalé cestě z Pohořelic do Hrušovan. V roce 2014 byla vyrobena jeho kopie, která byla umístěna uprostřed obce v parku u kostela Panny Marie Královny do uzavřené vitríny.
Kámen vytesaný ve tvaru kříže do kamenné stély o rozměrech 90 × 50 × 25 cm nese na čelní straně široký reliéfní kříž, v němž je vyrytý šestiřádkový nápis.
Nápis: 
| „ | HANS EWBAW.R VON MITZAMBEN ...MAT ..THE ..ANNO DNI MDXCV | “ |